# Pratt & Whitney Canada PW600
El Pratt & Whitney Canada PW600 es un motor aeronáutico civil, tipo turbofán, de pequeño tamaño. Ha sido desarrollado por la compañía canadiense Pratt & Whitney Canada.

## Aplicaciones
- Cessna Citation Mustang
- Eclipse 400
- Eclipse 500
- Embraer Phenom 100

### Listas relacionadas
- Anexo:Motores aeronáuticos